# Завоя (Болгарія)
Заво́я (болг. Завоя) — село в Кирджалійській області Болгарії. Входить до складу общини Кирково.

## Населення
За даними перепису населення 2011 року у селі проживала 351 особа, з них 56 осіб (94,9%) — болгари.
Розподіл населення за віком у 2011 році:
Динаміка населення: